# 立山町

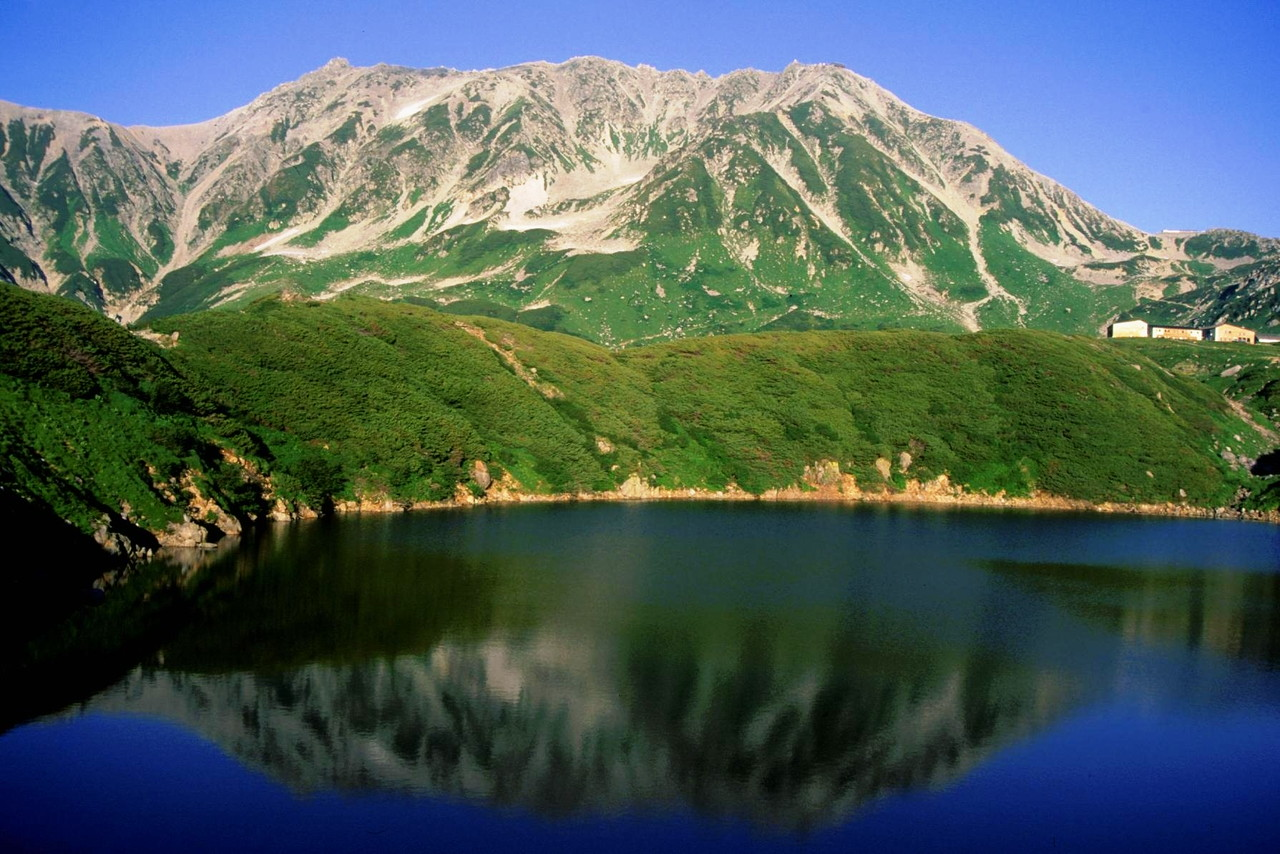
立山とミクリガ池

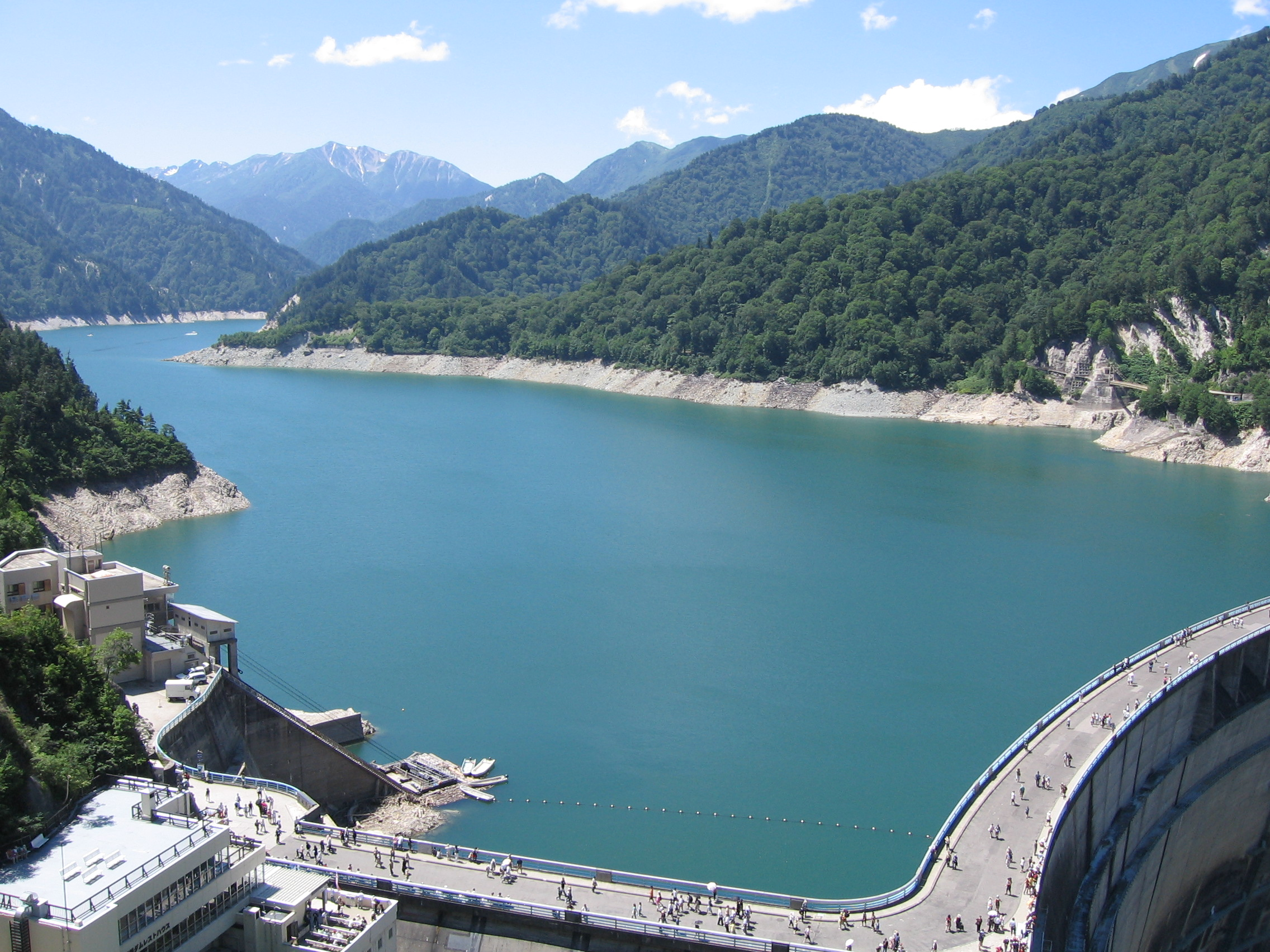
黒部湖（展望台から）

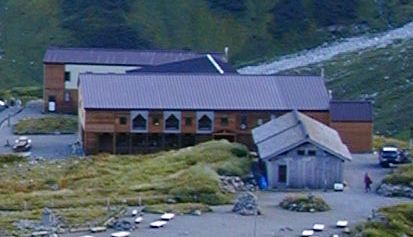
手前の建物が重要文化財の室堂
奥の大きな建物は現在の室堂小屋

立山町（たてやままち）は、富山県中新川郡に属する町。県の中央部から南東に細長い町域で、常願寺川によって形成された扇状地に位置している。南西側は常願寺川を挟んで富山市と向かい合っており、東側は立山連峰で長野県大町市と接している。
日本有数の豪雪地帯で、特別豪雪地帯に指定されている。町域に立山連峰や立山黒部アルペンルートを有し、富山県の山岳観光の最大の拠点となっているほか、平野部では常願寺川などの雪解け水を生かした稲作が盛んである。

## 地理
平野部は主に常願寺川扇状地とその隆起台地から成る。山間部は特に立山連峰の山岳信仰と関係が深く、芦峅寺など山岳信仰のガイドが著名な集落も多い。立山カルデラは河川による侵食カルデラで、鳶山崩れの土砂による堰き止め湖が見られる。弥陀ヶ原や室堂は立山火山の活動で形成された溶岩台地で、比較的大規模な高層湿原が広がっており、ミクリガ池などの火口湖が見られる。溶岩台地の末端は切り立った崖となり、日本一の落差を持つ称名滝などを形成した。
- 山：立山連峰（立山、別山、剱岳など）、後立山連峰（鹿島槍ヶ岳など）、来拝山、尖山、与四兵衛山
- 高原：弥陀ヶ原、室堂、大日平、タンボ平、内蔵助平
- 河川：常願寺川、称名川、白岩川、黒部川
- 湖沼：ミクリガ池、ミドリガ池、リンドウ池、血の池、泥鰌池、黒部湖

### 隣接している自治体
富山県
- 富山市
- 黒部市
- 中新川郡上市町、舟橋村

長野県
- 大町市

## 歴史

### 沿革
- 1819年（文政2年） - 十村（とむら）役 朽木兵左衛門が藩の許可を得て高原野荒れ地の開墾に着手、松本開（まつもとびらき）と称される。五百石の地名は出来した石高に由来すると伝えられている。
- 1889年（明治22年）4月1日 - 町村制の施行により、上新川郡松本開、前沢新村、野口新村、本郷島村、西芦原新村、大窪新村、手屋村、宮成新村及び貫田村の区域をもって、上新川郡五百石町が発足する。
- 1896年（明治29年）4月1日 - 上新川郡の一部の区域をもって、中新川郡が発足する。これに伴い、五百石町の所属は中新川郡に変更される。
- 1942年（昭和17年）6月8日 - 中新川郡大森村、五百石町、下段村および高野村が合併して、中新川郡雄山町が発足する。
- 1954年（昭和29年）
  - 1月10日 - 中新川郡雄山町、上段村、釜ヶ淵村、立山村、東谷村および利田村が合併して、中新川郡立山町が発足する[3]。町名は町内にある立山からとられた[4]。
  - 7月10日 - 中新川郡新川村を編入する。
- 1955年（昭和30年）1月1日 - 大字赤木、大塚、神田、中村、野徳、野福及び横越の区域を中新川郡上市町に編入する。
- 1963年（昭和38年）11月1日 - 中新川郡立山町の区域の一部を中新川郡上市町に編入する。中新川郡上市町の区域の一部を中新川郡立山町に編入する。

## 人口
黒部ダム建設に伴い、1960年に31,285人に達したが、それ以降は減少傾向にあり、2024年7月時点で24,436人となっている。
| |                                        |  |
| 立山町と全国の年齢別人口分布（2005年） | 立山町の年齢・男女別人口分布（2005年） |  |
| ■紫色 ― 立山町 ■緑色 ― 日本全国 | ■青色 ― 男性 ■赤色 ― 女性              |  |
| 立山町（に相当する地域）の人口の推移 \| 1970年（昭和45年） \| 27,473人 \| \| \| 1975年（昭和50年） \| 27,226人 \| \| \| 1980年（昭和55年） \| 27,870人 \| \| \| 1985年（昭和60年） \| 27,974人 \| \| \| 1990年（平成2年） \| 27,237人 \| \| \| 1995年（平成7年） \| 27,444人 \| \| \| 2000年（平成12年） \| 27,994人 \| \| \| 2005年（平成17年） \| 28,011人 \| \| \| 2010年（平成22年） \| 27,466人 \| \| \| 2015年（平成27年） \| 26,317人 \| \| \| 2020年（令和2年） \| 24,792人 \| \| |                                        |  |
| 総務省統計局 国勢調査より |                                        |  |
| 1970年（昭和45年） | 27,473人                               |  |
| 1975年（昭和50年） | 27,226人                               |  |
| 1980年（昭和55年） | 27,870人                               |  |
| 1985年（昭和60年） | 27,974人                               |  |
| 1990年（平成2年） | 27,237人                               |  |
| 1995年（平成7年） | 27,444人                               |  |
| 2000年（平成12年） | 27,994人                               |  |
| 2005年（平成17年） | 28,011人                               |  |
| 2010年（平成22年） | 27,466人                               |  |
| 2015年（平成27年） | 26,317人                               |  |
| 2020年（令和2年） | 24,792人                               |  |

## 行政
- 町長

| 代 | 年                      | 氏名       | 備考  |
| -- | ----------------------- | ---------- | ----- |
| 1  | 1954年（昭和29年）2月   | 小泉美世一 | 2期   |
| 2  | 1962年（昭和37年）2月   | 中田 冶重  | 2期   |
| 3  | 1970年（昭和45年）1月   | 堀田三五郎 | 3期   |
| 4  | 1982年（昭和57年）1月   | 冨樫 清二  | 4期   |
| 5  | 2002年（平成14年）1月   | 大辻 進    | 1期   |
| 6  | 2006年（平成18年）2月 - | 舟橋 貴之  | 5期目 |

- 議員定数 14名

## 経済

### 産業
- 主な企業
  - 中越合金鋳工（銅合金製品製造）
  - 佐藤鉄工（橋梁・水門建設）
  - 立山製紙（古紙100%使用の板紙製造）
- 産業
  - 観光 - 立山黒部アルペンルート（2015年に富山県側から約52万人、大町側から48万人の合計100万人が訪れた[8]）
  - 農業 - 米の生産量：2016年時点で12,071トン[8]
  - 商業 - スーパーセンターシマヤ立山店

## 姉妹都市・提携都市
- 犬山市（愛知県）：1973年10月16日姉妹都市提携

1972年9月に犬山駅が、立山と名古屋を結ぶ名古屋鉄道の特急「北アルプス」の停車駅となったことがきっかけ。映画『劔岳 点の記』では柴崎家のシーンで犬山市の博物館明治村にある森鴎外・夏目漱石住宅が撮影に使用されている。
- 湯河原町（神奈川県）：2003年11月1日友好親善都市提携

訪れたくなる町を目指す自治体同士、美しい自然と観光地を抱えていることと環境と歴史・文化など心通じるものがあり提携
- 江北区（大韓民国ソウル特別市）：2005年4月19日姉妹都市提携

江北区は北漢山国立公園を有していることから山岳協会員の交流があり、2004年4月に立山町長・町議会議長などの視察をきっかけに提携に至った

## 教育
2020年9月、国の「GIGAスクール構想」により町内の全児童にWindowsノートパソコンを合計1,910台配布した。また2023年度 - 2025年度新入学の小学生児童にモンベル製の通学用リュックサックを無償提供している

### 小学校
- 立山町立釜ヶ渕小学校
- 立山町立新瀬戸小学校（2016年4月より休校）
- 立山町立高野小学校
- 立山町立立山小学校
- 立山町立立山芦峅小学校（2011年4月より休校）
- 立山町立立山中央小学校
- 立山町立立山北部小学校
- 立山町立利田小学校
- 立山町立日中上野小学校（2019年4月より休校）

### 中学校
- 立山町立雄山中学校

### 高等学校
- 富山県立雄山高等学校

## 交通

### 鉄道

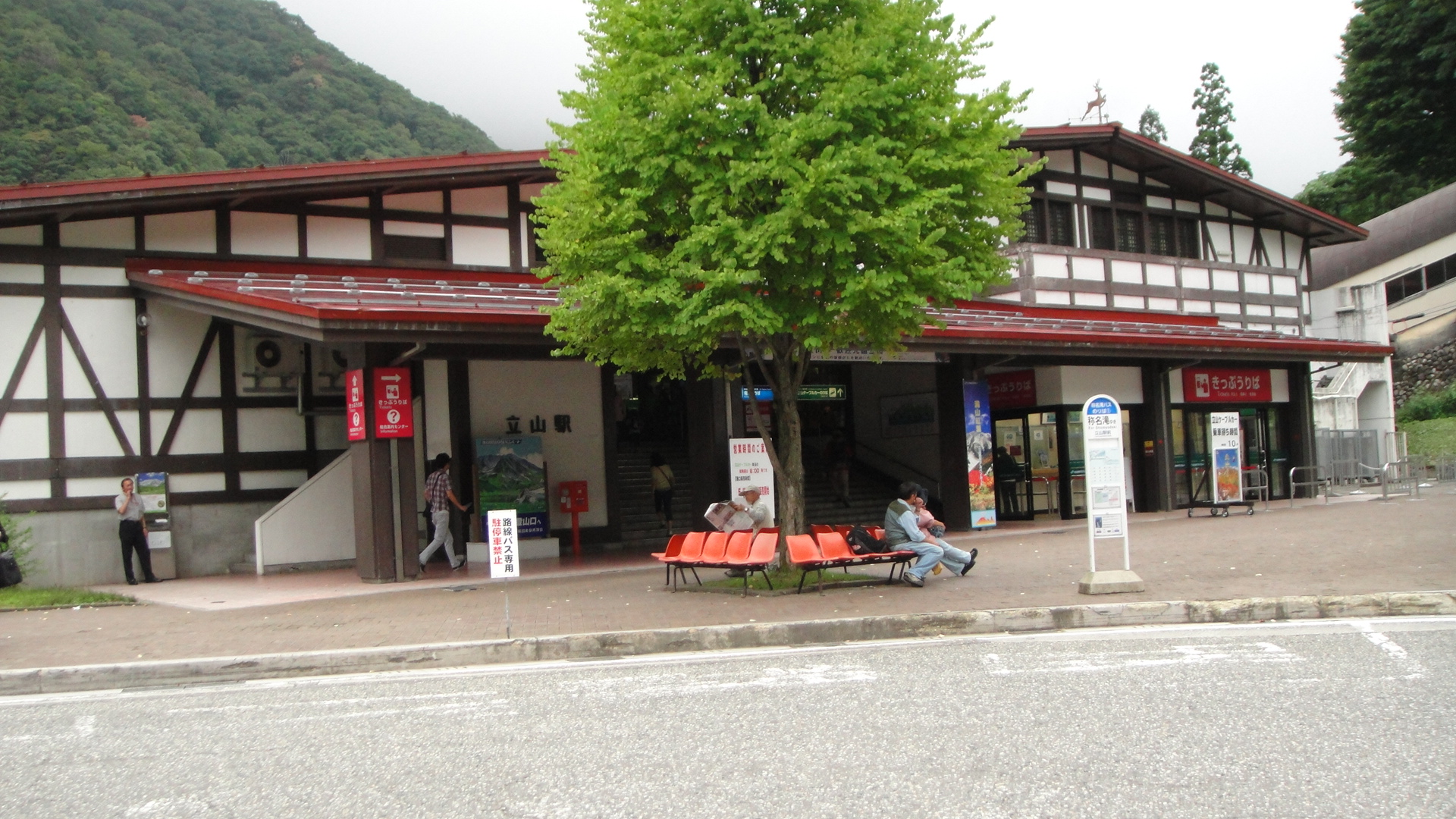
立山駅

町の中心部に一番近いのは富山地方鉄道立山線の五百石駅。
富山地方鉄道
- 本線：寺田駅 - 越中泉駅
- 立山線：寺田駅 - 稚子塚駅 - 田添駅 - 五百石駅 - 榎町駅 - 下段駅 - 釜ヶ淵駅 - 沢中山駅 - 岩峅寺駅 - 横江駅 - 千垣駅 -（富山市）- 立山駅
- 上滝線：岩峅寺駅

立山黒部貫光
- 立山ケーブルカー：立山駅 - 美女平駅
- 黒部ケーブルカー：黒部平駅 - 黒部湖駅

立山黒部貫光の各路線は立山黒部アルペンルートに含まれる。

### バス路線
- 富山地方鉄道　
  - 石金経由五百石線（五百石駅前 - 石金- 西町 - 富山駅前）
  - 大泉経由五百石線（五百石駅前 - 大泉駅前 - 西町 - 富山駅前）
- 立山町営バス・ワゴン
- 立山黒部アルペンルート
  - 関電トンネル電気バス（黒部ダム駅）
  - 立山トンネル電気バス （室堂 - 大観峰）
  - 立山高原バス（美女平 - 室堂）

### 道路

#### 高速道路
- E8北陸自動車道：(23) 立山IC

#### 有料道路
- 立山有料道路

#### 都道府県道
主要地方道
- - 富山県道3号富山立山魚津線
  - 富山県道6号富山立山公園線
  - 富山県道15号立山水橋線
  - 富山県道35号立山山田線
  - 富山県道43号富山上滝立山線
  - 富山県道67号宇奈月大沢野線
  - 富山県道68号富山外郭環状線

一般県道
- - 富山県道147号立山舟橋線
  - 富山県道151号辻滑川線
  - 富山県道157号寺坪上市線
  - 富山県道158号女川谷口線
  - 富山県道161号岩峅寺大石原水橋線
  - 富山県道162号西大森寺坪線
  - 富山県道163号柿沢泉線
  - 富山県道164号五百石停車場線
  - 富山県道166号谷口沢新線
  - 富山県道167号日中五百石線
  - 富山県道168号小又下段線
  - 富山県道169号米道上瀬戸線
  - 富山県道170号弘法称名立山停車場線
  - 富山県道366号西大森前沢線
  - 富山県道378号松倉宮路線

## 娯楽

### 映画館・芝居小屋
1960年（昭和35年）の立山町には銀映劇場と立山劇場の2館の映画館が存在した。テレビの普及により廃業した。
- 雄山中央劇場 - 映画館（ - 1950年代）
- 銀映劇場 - 映画館（1958年6月 - 1969年、跡地は2012年時点でケアハウス）[14]
- 松山座（後に、立山劇場） - 映画館（1904年に芝居、演芸、映画などの劇場として創業、1971年に観客数の減少により閉館し[14]、スーパーマーケットに転換[15]）

## 名所・旧跡・観光スポット・祭事・催事

### 観光
- 立山黒部アルペンルート
  - 雪の大谷
  - 黒部ダム
  - 美女平、弥陀ヶ原、室堂、地獄谷、ミクリガ池
  - 立山カルデラ
- 称名滝、悪城の壁
- 黒部峡谷、十字峡

### 博物館
- 立山カルデラ砂防博物館
- 富山県立山博物館
  - 嶋家 - 国指定重要文化財。細入村片掛から1971年に移築したもの[16]
  - 有馬家 - 立山町文化財。18世紀終わりころの立山町豪農宅[17]
  - まんだら遊苑

### 神社
- 雄山神社
  - 前立社壇（岩峅寺）
  - 中宮祈願殿（芦峅寺）

### 温泉
- みくりが池温泉
- 立山グリーンパーク吉峰（よしみね温泉）

### 登山
- 立山
- 大日岳・奥大日岳
- 大辻山
- 尖山

### スキー
- 室堂での立山山岳スキー
- 芦峅寺スキー場（廃止）
- 立山KINGS - 芦峅寺スキー場跡地に開設されたスノーボード・フリースタイルスキー施設[18]

### 祭事
- 五百石天満宮・市姫神社春季祭礼（6月11日 - 13日）
- 立山まつり（7月下旬）
- たてやま特産まつり（11月第2土・日曜）

### その他
- 立山玉殿の湧水（名水百選）
- ブナ平立山のスギ（森の巨人たち百選）
- 千垣橋梁（土木学会選奨土木遺産）1937年竣工[19]
- 岩峅野桜づつみ
- 西大森の大石[20]
- 昆虫王国立山 立山自然ふれあい館
- 県営仁右ヱ衛門用水発電所[21]

## ゆるキャラ
- らいじぃ - 北アルプスに生息する「ライチョウ」をモチーフにしたキャラクター。氷河期の生まれで、2013年4月16日に20,001歳の誕生日を迎えた[22][23]
- らいらい - らいじぃの孫娘

## 出身著名人
- 坂東眞理子（評論家、昭和女子大学総長、元昭和女子大学学長）
- 野嶋良（サッカー選手、カターレ富山）
- 高平公友（元参議院議員）
- 中村啓子（ナレーター）
- 中村雅人（弁護士）
- 池田川助松（力士）
- 柏祐賢（農学博士、元京都産業大学学長、京都大学名誉教授）

## 立山町を舞台・ロケ地とした放送、作品
- 1966年12月10日 映画『大魔神逆襲』- 雪の立山連峰で撮影が行われている。
- 2002年8月10日 映画『釣りバカ日誌13』- 雪の大谷、スキー（天狗平）[24]
- 2009年6月20日 映画『劒岳 点の記』- 富山駅として岩峅寺駅で撮影[25]
- 2011年12月3日 映画『RAILWAYS 愛を伝えられない大人たちへ』- 岩峅寺駅で主人公が幼馴染と再会する。
- 2014年6月14日 映画『春を背負って』立山の大汝休憩所が「菫小屋」として登場[26]。
- 2016年5月26日 NHK『中井精也の鉄道写真旅』「富山 富山地方鉄道（立山線）」水田に写る立山連峰
- 2021年5月28日 NHK-BS『にっぽん縦断 こころ旅』釜ヶ淵駅
- 2021年9月25日 NHK『中井精也の絶景てつたび』「夏の富山 海と山と大地と」室堂からの富山地鉄を撮影。

## 名産品
- 米 - コシヒカリや新品種富富富などの銘柄のほか、酒米も生産されている。
- 米粉うどん - 米の地産地消と立山の食の魅力を発信するために開発[27]。2022年には小麦高騰により米粉パンも学校給食に提供されている[28]。
- ますの寿司 - 当町でも製造販売され[29]、県外の家族、親戚のためにも利用されている。
- ぶりの寿司 - ブリは出世魚として知られており、ますの寿司同様に製造販売されている。
- 昆布締め - 当町でも製造販売されている。
- 寒餅 - 餅を4 - 5 mm程度に薄くスライスし乾燥させたもの。昭和40年代以前には富山の各農家でも作られていた。現在当町の特産品となっている[30][31]。油で揚げて食べる方法もある。
- グミ酒 - 常願寺川で自生するグミを果実酒としたもの[32]。
- 柿・四谷柿（よたんがき）[33]